# Puerto Ricó-i varangy
A Puerto Ricó-i varangy (Peltophryne lemur) a kétéltűek (Amphibia) osztályába, a békák (Anura) rendjébe, ezen belül a varangyfélék (Bufonidae) családjába tartozó faj.

## Előfordulása
Puerto Rico és a Brit Virgin-szigetek területén honos. Természetes élőhelye a szubtrópusi és trópusi övezetben lévő erdők és mocsarak.

## Megjelenése
A színe sárgásbarna. Testhossza 64–120 mm.
|  |

## Természetvédelmi állapota
Az élőhelyének elvesztése és a betelepített fajok fenyegetik. A vörös lista a veszélyeztetett fajok között tartja nyilván.